# Degenslikken

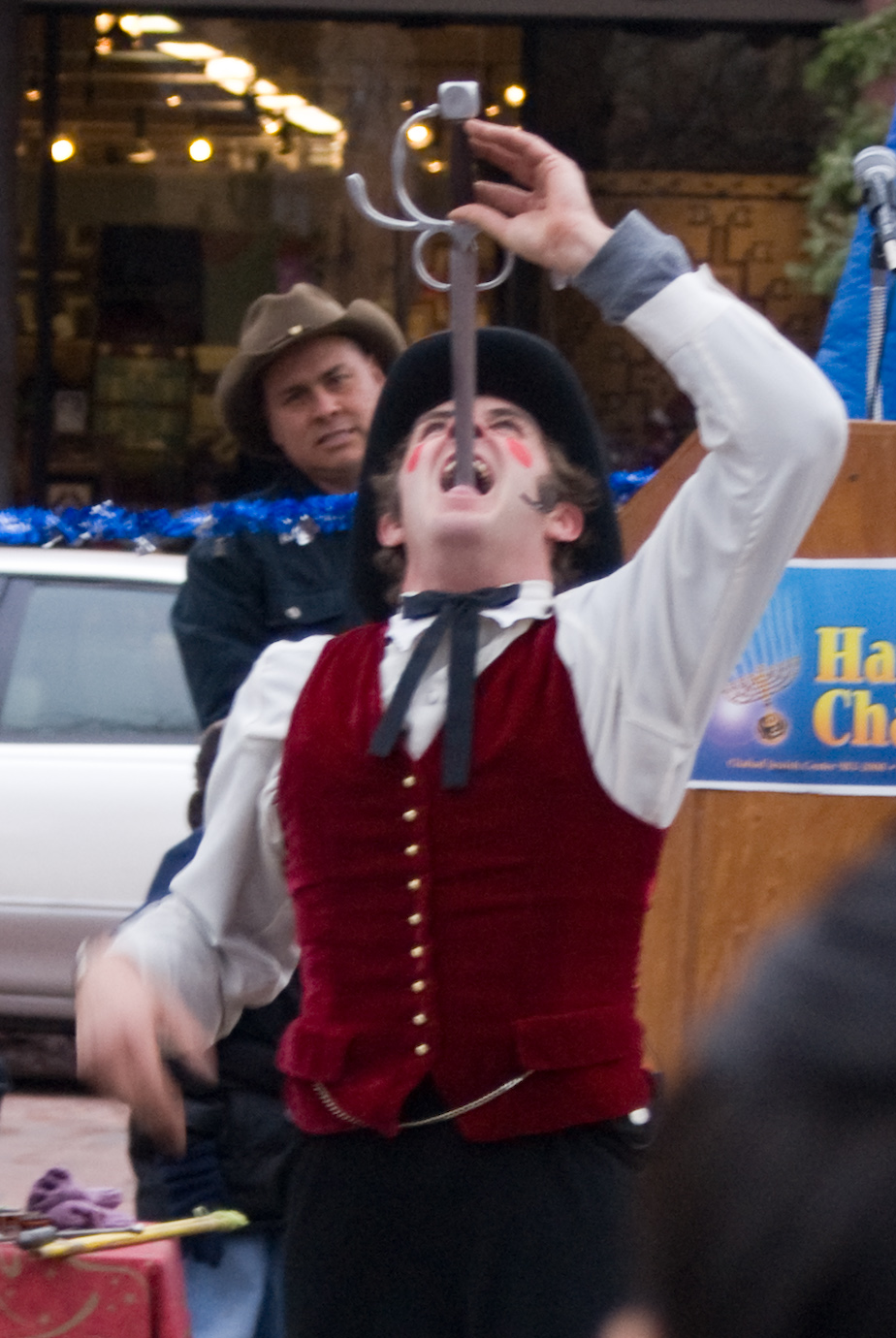
Een zwaardslikker.

Degenslikken is een eeuwenoude vaardigheid, waarbij de degenslikker een degen, zwaard of ander lang, meestal gevaarlijk uitziend  voorwerp in de mond steekt en door de slokdarm naar de maag beweegt. Er komt geen feitelijk slikken bij voor. Het natuurlijke slikproces wordt onderdrukt om de mogelijkheid te hebben de degen van de mond naar de maag te bewegen.
Degenslikken is een gevaarlijk gebruik, waarbij de kans op een blessure aanwezig is. Circa honderd personen wereldwijd beheersen de kunst van het degenslikken. De meesten zijn lid van de Sword Swallowers Association International (SSAI).
In 2007 is de Ig Nobelprijs voor medicijnen uitgereikt aan Brian Witcombe van het Gloucestershire Royal NHS Foundation Trust en Dan Meyer voor hun werk in de gezondheidsgevolgen van degenslikken.